# Othmar Müller von Blumencron
Othmar Müller von Blumencron (24 de diciembre de 1964) es un deportista suizo que compite en vela en la clase Finn.
Ganó dos medallas en el Campeonato Europeo de Finn, plata en 1989 y bronce en 1990. Participó en los Juegos Olímpicos de Barcelona 1992, ocupando el sexto lugar en la clase Finn.

## Palmarés internacional
| \| Campeonato Europeo \| Campeonato Europeo \| Campeonato Europeo \| Campeonato Europeo \| \| Año \| Lugar \| Medalla \| Clase \| \| ------------------ \| -------------------------- \| ------------------ \| ------------------ \| \| 1989 \| Helsinki (Finlandia) \| Medalla de plata \| Finn \| \| 1990 \| Isla Hayling (Reino Unido) \| Medalla de bronce \| Finn \| |                            |                   |       |
| Campeonato Europeo |                            |                   |       |
| Año | Lugar                      | Medalla           | Clase |
| 1989 | Helsinki (Finlandia)       | Medalla de plata  | Finn  |
| 1990 | Isla Hayling (Reino Unido) | Medalla de bronce | Finn  |